# Causes de la schizophrénie
Les causes qui sous-tendent le développement de la schizophrénie sont complexes et mal comprises. Un certain nombre d'hypothèses, dont l'hypothèse de la dopamine et l'hypothèse du glutamate, ont été avancées pour tenter d'expliquer le lien entre l'altération de la fonction cérébrale et les symptômes ainsi que le développement de la schizophrénie.

## Physiopathologie
L'exacte physiopathologie de la schizophrénie reste mal comprise. Les théories les plus couramment soutenues sont l'hypothèse de la dopamine et l'hypothèse du glutamate,,. D'autres théories incluent le dysfonctionnement spécifique des interneurones, des anomalies du système immunitaire, des anomalies de la myélinisation et le stress oxydant,,,,,.

### Dysfonctionnement dopaminergique
Les premières formulations de l'hypothèse dopaminergique de la schizophrénie proviennent d'études post-mortem révélant une augmentation du nombre de récepteurs D2 / D3 dans le striatum et des taux élevés de métabolites dopaminergiques dans le liquide céphalo-rachidien. Par la suite, la plupart des antipsychotiques se sont révélés avoir une affinité pour les récepteurs D2. Des recherches ultérieures ont suggéré un lien entre la synthèse striatale de dopamine et les symptômes positifs, ainsi qu'une transmission accrue de dopamine dans les régions sous-corticales et une diminution de la transmission dans les régions corticales.
Une méta-analyse d'études d'imagerie moléculaire a observé une augmentation des indicateurs présynaptiques de la fonction dopaminergique, mais aucune différence dans la disponibilité des transporteurs de dopamine ou des récepteurs dopaminergiques D2 / D3 . Les deux études utilisant la L-DOPA radiomarquée, un indicateur de la synthèse de la dopamine, et les études utilisant des défis de libération d'amphétamine ont observé des différences significatives entre les personnes atteintes de schizophrénie et les personnes témoins. Ces résultats ont été interprétés respectivement comme une synthèse accrue de dopamine et une libération accrue de dopamine. Ces résultats étaient localisés au striatum et étaient limités par la qualité des études utilisées. Un degré important d'incohérence a été observé dans la liaison aux récepteurs D2 / D3, bien qu'une réduction légère mais non significative de la disponibilité thalamique ait été trouvée. Les résultats incohérents concernant l'expression des récepteurs ont été soulignés comme n'excluant pas un dysfonctionnement des récepteurs de la dopamine, car de nombreux facteurs tels que l'hétérogénéité régionale et le statut médicamenteux peuvent conduire à des résultats variables. Lorsqu'elles sont combinées aux résultats de la fonction dopaminergique présynaptique, la plupart des preuves suggèrent une dérégulation de la dopamine dans la schizophrénie.
On ne sait pas exactement comment la dérégulation de la dopamine peut contribuer aux symptômes de la schizophrénie. Certaines études ont suggéré que la perturbation des projections auditives thalamocorticales donne lieu à des hallucinations, tandis que les circuits corticostriataux dérégulés et les circuits de récompense sous forme de saillance aberrante peuvent donner lieu à des délires. On a émis l'hypothèse qu'une diminution des signaux inhibiteurs de dopamine dans le thalamus entraînerait une réduction du déclenchement sensoriel et une activité excessive des entrées excitatrices dans le cortex.
Une hypothèse liant les délires dans la schizophrénie à la dopamine suggère qu'une représentation instable des attentes dans les neurones préfrontaux se produit dans les états psychotiques en raison d'une stimulation insuffisante des récepteurs D1 et NMDA . Ceci, combiné à une hyperactivité des attentes face à la modification par des stimuli saillants, semble conduire à une formation inappropriée de croyances.

### Dysfonctionnement du glutamate
Outre l’hypothèse de la dopamine, l’intérêt s’est également porté sur le neurotransmetteur glutamate et sur la fonction réduite du récepteur du glutamate NMDA dans la physiopathologie de la schizophrénie. Cela a été largement suggéré par les niveaux plus faibles de récepteurs du glutamate trouvés dans le cerveau post-mortem de personnes ayant déjà reçu un diagnostic de schizophrénie et par la découverte que des médicaments bloquant le glutamate tels que la phéncyclidine et la kétamine peuvent imiter les symptômes et les problèmes cognitifs associés à la maladie.
Le fait que la fonction réduite du glutamate soit liée à de mauvaises performances aux tests nécessitant la fonction du lobe frontal et de l'hippocampe et que le glutamate puisse affecter la fonction dopaminergique, qui ont tous été impliqués dans la schizophrénie, suggèrent un rôle médiateur important (et peut-être causal) des voies du glutamate. dans la schizophrénie. Les symptômes positifs ne répondent cependant pas aux médicaments glutamatergiques.
Une expression réduite de l’ARNm et des protéines de plusieurs sous-unités du récepteur NMDA a également été rapportée dans le cerveau post-mortem de personnes atteintes de schizophrénie. En particulier, l'expression de l'ARNm de la sous-unité du récepteur NR1, ainsi que de la protéine elle-même, est réduite dans le cortex préfrontal lors des études post-mortem sur les personnes atteintes de schizophrénie. Moins d'études ont examiné d'autres sous-unités et les résultats ont été équivoques, à l'exception d'une réduction du NRC2 préfrontal.
La vaste étude d'association à l'échelle du génome mentionnée ci-dessus a soutenu les anomalies du glutamate dans la schizophrénie, rapportant plusieurs mutations dans des gènes liés à la neurotransmission glutamatergique, tels que GRIN2A, GRIA1, SRR et GRM3.

### Dysfonctionnement des interneurones
Une autre hypothèse est étroitement liée à l’hypothèse du glutamate et implique le dysfonctionnement des interneurones inhibiteurs GABAergiques du cerveau,,. Ils sont locaux et un type, l’interneurone positif à parvalbumine à augmentation rapide, a été suggéré comme jouant un rôle clé dans la physiopathologie de la schizophrénie.
Les premières études ont identifié une diminution de l'ARNm et des protéines GAD67 dans les cerveaux post-mortem des personnes atteintes de schizophrénie par rapport aux témoins. Ces réductions n’ont été constatées que dans un sous-ensemble d’interneurones corticaux. De plus, l'ARNm de GAD67 était totalement indétectable dans un sous-ensemble d'interneurones exprimant également la parvalbumine . Les niveaux de parvalbumine et d’ARNm se sont également révélés plus faibles dans diverses régions du cerveau. Cependant, le nombre réel d'interneurones à parvalbumine s'est avéré inchangé dans ces études, à l'exception d'une seule étude montrant une diminution des interneurones à parvalbumine dans l'hippocampe. Enfin, la densité des synapses excitatrices est plus faible sélectivement sur les interneurones à parvalbumine dans la schizophrénie et prédit la régulation négative dépendante de l'activité de la parvalbumine et de GAD67. Ensemble, cela suggère que les interneurones à parvalbumine sont en quelque sorte spécifiquement affectés par la maladie.
Plusieurs études ont tenté d’évaluer les niveaux de GABA in vivo chez les personnes atteintes de schizophrénie, mais ces résultats sont restés peu concluants.
D'autres études ont montré qu'une mutation de translocation avec perte de fonction dans le gène DISC1 est un facteur de risque majeur dans le développement de la schizophrénie. Le gène DISC1 code pour une protéine d'échafaudage qui contribue à la croissance des neurites et au développement du cortex, opérant à plusieurs intersections des voies de développement neurologique.
Des études EEG ont également indirectement mis en évidence un dysfonctionnement des interneurones dans la schizophrénie (voir ci-dessous). Ces études ont mis en évidence des anomalies de l'activité oscillatoire dans la schizophrénie, en particulier dans la bande gamma (30 à 80 Hz). L’activité de la bande gamma semble provenir d’un interneurone positif à la parvalbumine fonctionnant intact. Avec les résultats post-mortem, ces anomalies EEG suggèrent un rôle des interneurones à parvalbumine dysfonctionnels dans la schizophrénie.
La plus grande méta-analyse sur les variations du nombre de copies (CNV), des anomalies structurelles sous forme de délétions ou de duplications génétiques, à ce jour pour la schizophrénie, publiée en 2015, a été la première preuve génétique de la large implication de la neurotransmission GABAergique.

### Anomalies de myélinisation
Une autre hypothèse affirme que les anomalies de la myélinisation constituent une physiopathologie fondamentale de la schizophrénie,,. Cette théorie est issue d'études d'imagerie structurelle, qui ont révélé que les régions de la substance blanche, en plus des régions de la substance grise, présentaient des réductions volumétriques chez les personnes atteintes de schizophrénie. De plus, des études sur l’expression génique ont montré des anomalies au niveau de la myélinisation et des oligodendrocytes dans les cerveaux post-mortem. De plus, le nombre d’oligodendrocytes semble être réduit dans plusieurs études post-mortem.
Il a été suggéré que les anomalies de la myélinisation pourraient provenir d'une maturation altérée des cellules précurseurs des oligodendrocytes, car celles-ci se sont révélées intactes dans les cerveaux de la schizophrénie.

### Anomalies du système immunitaire
L’inflammation et les anomalies du système immunitaire sont considérées comme des mécanismes clés du développement de la schizophrénie. Un certain nombre de causes et de conséquences de l'inflammation ont été impliquées, dont beaucoup sont liées au stress. Les preuves suggèrent que le stress précoce peut contribuer au développement de la schizophrénie en raison d'altérations du fonctionnement du système immunitaire. Les expériences indésirables de l'enfance (ACE), par exemple, peuvent générer un stress toxique. Les ACE et les traumatismes peuvent perturber le contrôle des réponses immunitaires et donner lieu à une dérégulation inflammatoire durable dans tout le système nerveux. Un traumatisme chronique peut favoriser l’activation chronique du système immunitaire. Une inflammation systémique persistante peut entraîner des lésions des tissus périphériques et une rupture ultérieure de la barrière hémato-encéphalique . Si cela se produit, les microglies peuvent être activées et provoquer une neuroinflammation. L'inflammation peut entraîner un stress oxydatif dans la schizophrénie, qui a des conséquences néfastes sur les cellules cérébrales.
L’hypothèse immunitaire est étayée par la découverte de taux élevés de marqueurs immunitaires dans le sang des personnes atteintes de schizophrénie. Des niveaux élevés de marqueurs immunitaires ont également été associés à des symptômes psychotiques plus graves,. En outre, une méta-analyse d' études d'association à l'échelle du génome a révélé que 129 des 136 polymorphismes mononucléotidiques significativement associés à la schizophrénie étaient situés dans la région génomique du complexe majeur d'histocompatibilité.
Une revue systématique portant sur les marqueurs neuroinflammatoires dans les cerveaux de schizophrénie post-mortem a montré une certaine variabilité, certaines études montrant des altérations de divers marqueurs, mais d'autres ne trouvant aucune différence.

### Stress oxydant
Une autre théorie qui a gagné du terrain est que le stress oxydatif joue un rôle important dans la maladie,,. La dérégulation redox au début du développement peut potentiellement influencer le développement de différents types de cellules qui se sont révélés altérés dans la maladie.
Le stress oxydant a également été signalé par des études génétiques sur la schizophrénie.
Il a été démontré que le stress oxydant affecte la maturation des oligodendrocytes, les types de cellules myélinisantes du cerveau, potentiellement à l'origine des anomalies de la substance blanche trouvées dans le cerveau (voir ci-dessous).
En outre, le stress oxydant pourrait également influencer le développement des interneurones GABAergiques, qui se sont également révélés dérégulés dans la schizophrénie (voir ci-dessus).
Les preuves selon lesquelles le stress oxydant et les dommages oxydatifs de l'ADN augmentent dans divers tissus des personnes atteintes de schizophrénie ont été examinées par Markkanen et al. La présence de dommages oxydatifs accrus sur l’ADN peut être due, en partie, à une réparation insuffisante de ces dommages. Plusieurs études ont établi un lien entre les polymorphismes des gènes de réparation de l'ADN et le développement de la schizophrénie. En particulier, la protéine de réparation par excision de base XRCC1 a été impliquée.

### Neuropathologie
Le résultat le plus constant des examens post mortem des tissus cérébraux est l'absence de lésions neurodégénératives ou de gliose. Une organisation et une orientation neuronales anormales (dysplasie) ont été observées dans le cortex entorhinal, l'hippocampe et la substance blanche sous-corticale, bien que les résultats ne soient pas entièrement cohérents. Une découverte cytoarchitecturale plus cohérente est la réduction du volume des cellules de Purkinje et des cellules pyramidales dans l'hippocampe. Ceci est cohérent avec l'observation d'une diminution des terminaisons présynaptiques dans l'hippocampe et d'une réduction des épines dendritiques dans le cortex préfrontal. Les réductions de la densité préfrontale et l'augmentation de la densité de la colonne striatale semblent être indépendantes de l'utilisation d'antipsychotiques.

### Dysfonctionnement du tractus gastrointestinal
Il a été émis l'hypothèse que chez certaines personnes, le développement de la schizophrénie est lié à un dysfonctionnement du tractus intestinal, comme celui observé en cas de sensibilité au gluten non céliaque ou d'anomalies du microbiote intestinal. Un sous-groupe de personnes atteintes de schizophrénie présente une réponse immunitaire au gluten différente de celle trouvée chez les personnes atteintes de la maladie céliaque, avec des taux élevés de certains biomarqueurs sériques de sensibilité au gluten tels que les anticorps antigliadine IgG ou antigliadine IgA.
Un lien a été établi entre le microbiote intestinal et le développement du TRS. La cause la plus fréquemment avancée pour le SRT est celle d’une mutation des gènes responsables de l’efficacité des médicaments. Il s'agit notamment des gènes des enzymes hépatiques qui contrôlent la disponibilité d'un médicament pour les cibles cérébrales, ainsi que des gènes responsables de la structure et de la fonction de ces cibles. Dans le côlon, les bactéries codent cent fois plus de gènes qu'il n'en existe dans le génome humain. Seule une fraction des médicaments ingérés atteint le côlon, après avoir été déjà exposée aux bactéries de l'intestin grêle et absorbée dans la circulation porte. Cette petite fraction est alors soumise à l’ action métabolique de nombreuses communautés de bactéries. L'activation du médicament dépend de la composition et des enzymes de la bactérie ainsi que des spécificités du médicament et, par conséquent, de nombreuses variations individuelles peuvent affecter à la fois l'utilité du médicament et sa tolérabilité. Il est suggéré que l’administration parentérale d’antipsychotiques contournerait l’intestin et réussirait mieux à vaincre le TRS. La composition du microbiote intestinal est variable selon les individus, mais elle reste stable. Cependant, les phylums peuvent changer en réponse à de nombreux facteurs, notamment le vieillissement, l’alimentation, la consommation de substances et de médicaments – en particulier les antibiotiques, les laxatifs et les antipsychotiques. Dans la FEP, la schizophrénie a été associée à des changements significatifs dans le microbiote intestinal qui peuvent prédire la réponse au traitement.

### Troubles du sommeil
Il a été suggéré que les problèmes de sommeil pourraient être un élément essentiel de la physiopathologie de la schizophrénie.

## Anomalies structurelles
Outre les théories concernant le mécanisme fonctionnel sous-jacent à la maladie, des découvertes structurelles ont également été identifiées à l'aide d'un large éventail de techniques d'imagerie. Les études ont eu tendance à montrer diverses différences moyennes subtiles dans le volume de certaines zones de la structure cérébrale entre les personnes avec et sans diagnostic de schizophrénie, bien qu'il soit devenu de plus en plus clair qu'il n'existe pas de profil pathologique neuropsychologique ou neuroanatomique structurel unique.

### Morphométrie
Les études d'imagerie structurelle ont systématiquement signalé des différences dans la taille et la structure de certaines zones cérébrales dans la schizophrénie.
La plus grande étude combinée de neuroimagerie avec plus de 2 000 sujets et 2 500 témoins s'est concentrée sur les changements sous-corticaux. Des augmentations volumétriques ont été observées dans les ventricules latéraux (+18 %), le noyau caudé et le pallidum, et des diminutions importantes dans l'hippocampe (-4 %), le thalamus, l'amygdale et le noyau accumbens. Ensemble, cela indique que des changements importants se produisent dans le cerveau des personnes atteintes de schizophrénie.
Une méta-analyse d'études IRM réalisée en 2006 a révélé que le volume du cerveau entier et de l'hippocampe est réduit et que le volume ventriculaire est augmenté chez les personnes ayant subi un premier épisode psychotique par rapport aux témoins sains. Les changements volumétriques moyens dans ces études sont cependant proches de la limite de détection par les méthodes d'IRM. Il reste donc à déterminer si la schizophrénie est un processus neurodégénératif qui commence à peu près au moment de l'apparition des symptômes, ou si elle est mieux caractérisée comme un processus qui produit des volumes cérébraux anormaux à un âge précoce. Lors du premier épisode de psychose, les antipsychotiques typiques comme l'halopéridol étaient associés à des réductions significatives du volume de matière grise, alors que les antipsychotiques atypiques comme l'olanzapine ne l'étaient pas. Des études sur des primates non humains ont révélé des réductions de la substance grise et de la substance blanche pour les antipsychotiques typiques et antipsychotiques atypiques.
Des anomalies dans le cortex préfrontal, le cortex temporal et le cortex cingulaire antérieur sont constatées avant l'apparition des premiers symptômes de la schizophrénie. Ces régions sont les régions de déficits structurels retrouvés chez les sujets schizophrènes et les sujets du premier épisode. Les symptômes positifs, tels que l'idée d'être persécuté, se sont avérés liés au cortex préfrontal médial, à l'amygdale et à la région de l'hippocampe. Les symptômes négatifs étaient liés au cortex préfrontal ventrolatéral et au striatum ventral.
Hypertrophie ventriculaire et du troisième ventricule, fonctionnement anormal de l'amygdale, de l'hippocampe, du gyrus parahippocampique, des régions du lobe temporal néocortical, du lobe frontal, de la substance grise préfrontale, des zones orbitofrontales, des anomalies des lobes pariétaux et des anomalies sous-corticales, y compris le cavum septi pellucidi, les noyaux gris centraux, les corps calleux, thalamus et anomalies cérébelleuses. De telles anomalies se présentent généralement sous la forme d’une perte de volume.
La plupart des études sur la schizophrénie ont révélé une réduction moyenne du volume du lobe temporal médial gauche et du gyrus temporal supérieur gauche, et la moitié des études ont révélé des déficits dans certaines zones du gyrus frontal, du gyrus parahippocampique et du gyrus temporal. Cependant, contrairement à certaines découvertes chez les individus atteints de schizophrénie chronique, des différences significatives de groupe en termes de volumes du lobe temporal et de l'amygdale ne sont pas observées en moyenne chez les personnes ayant présenté un premier épisode.
Enfin, les études IRM utilisant des techniques modernes de reconstruction de la surface corticale ont montré une réduction généralisée de l'épaisseur du cortex cérébral (c'est-à-dire un « amincissement cortical ») dans les régions frontales et temporales, et un amincissement cortical un peu moins répandu dans les régions occipitales et pariétales chez les personnes atteintes de schizophrénie, par rapport aux sujets témoins sains. De plus, une étude a décomposé le volume cortical en ses éléments constitutifs, la surface corticale et l'épaisseur corticale, et a rapporté une réduction généralisée du volume cortical dans la schizophrénie, principalement due à un amincissement cortical, mais également une réduction de la surface corticale dans des zones corticales frontales, temporales, pariétales et occipitales plus petites.
Les tomodensitogrammes du cerveau des personnes atteintes de schizophrénie montrent plusieurs pathologies. Les ventricules cérébraux sont hypertrophiés par rapport aux cerveaux normaux. Les ventricules contiennent du liquide céphalo-rachidien (LCR) et une hypertrophie des ventricules indique une perte de volume cérébral. De plus, les cerveaux ont des sillons élargis par rapport aux cerveaux normaux, avec également une augmentation des volumes de LCR et une réduction du volume cérébral,.
Grâce à l'apprentissage automatique, deux sous-types neuroanatomiques de schizophrénie ont été décrits. Le sous-type 1 présente de faibles volumes de matière grise répandus, en particulier dans le thalamus, le noyau accumbens, les cortex temporal médial, préfrontal médial, frontal et insulaire. Le sous-type 2 montre une augmentation du volume des noyaux gris centraux et de la capsule interne, avec un volume cérébral par ailleurs normal.

### Matière blanche
L’imagerie du tenseur de diffusion (DTI) permet d’étudier la substance blanche de plus près que l’IRM traditionnelle. Plus de 300 études d’imagerie DTI ont été publiées sur les anomalies de la substance blanche dans la schizophrénie,. Bien qu'une certaine variation ait été constatée en ce qui concerne les régions spécifiques touchées, le consensus général indique une anisotropie fractionnaire réduite dans le cerveau des personnes atteintes de schizophrénie par rapport aux témoins. Il est important de noter que ces différences entre les sujets et les témoins pourraient potentiellement être attribuées à des effets sur le mode de vie, aux effets des médicaments, etc. D'autres études ont porté sur des personnes atteintes d'un premier épisode de schizophrénie qui n'avaient jamais reçu de médicament, appelées sujets naïfs de médicaments. Ces études, bien que peu nombreuses, ont également révélé une anisotropie fractionnaire réduite dans les cerveaux des sujets par rapport aux cerveaux témoins. Comme pour les découvertes antérieures, des anomalies peuvent être trouvées dans tout le cerveau, bien que les corps calleux semblent être le plus souvent touchés.

## Anomalies fonctionnelles
Au cours des tâches de fonction exécutive chez les personnes atteintes de schizophrénie, des études utilisant l'imagerie par résonance magnétique fonctionnelle (IRMf) ont démontré une diminution de l'activité par rapport aux témoins dans le cortex préfrontal dorsolatéral bilatéral (dlPFC), le cortex cingulaire antérieur droit (ACC) et le noyau médiodorsal gauche du thalamus. Une activation accrue a été observée dans l’ACC gauche et le lobe pariétal inférieur gauche. Au cours des tâches de traitement émotionnel, des activations réduites ont été observées dans le cortex préfrontal médial, l'ACC, le dlPFC et l'amygdale. Une méta-analyse du traitement émotionnel du visage a observé une diminution de l'activation dans l' amygdale, le parahippocampe, les noyaux lentiformes, le gyrus fusiforme et le gyrus frontal supérieur droit, ainsi qu'une activation accrue dans l'insula gauche.
Une méta-analyse de l'IRMf lors d'hallucinations verbales auditives aiguës a rapporté une augmentation des activations dans les zones impliquées dans le langage, y compris les gyri frontaux inférieurs bilatéraux et post-centraux, ainsi que l' opercule pariétal gauche. Une autre méta-analyse lors d'hallucinations verbales visuelles et auditives a reproduit les résultats dans les gyri frontaux inférieurs et postcentraux lors d'hallucinations verbales auditives, et a également observé des activations préfrontales hippocampiques, temporales supérieures, insulaires et médiales. Les hallucinations visuelles seraient associées à une augmentation des activations des cortex visuels secondaires et associés.

### TEP

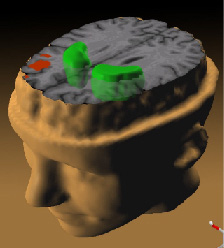
Les données d'une étude en TEP suggèrent que moins les lobes frontaux sont activés (rouge) lors d'une tâche de mémoire de travail, plus l'augmentation de l'activité dopaminergique anormale dans le striatum (vert), considérée comme liée aux déficits neurocognitifs de schizophrénie.

Les résultats de la TEP scan chez les personnes atteintes de schizophrénie indiquent une diminution du flux sanguin cérébral dans la région parahippocampique gauche. Une capacité réduite à métaboliser le glucose dans le thalamus et le cortex frontal est également démontrée. Les TEP montrent des anomalies de développement dans la partie médiale du lobe temporal gauche, ainsi que dans les systèmes limbique et frontal. Les TEP montrent que les troubles de la pensée proviennent d'une augmentation du flux sanguin dans les régions frontales et temporales, tandis que les délires et les hallucinations étaient associés à une réduction du flux sanguin dans les zones cingulaire, frontale gauche et temporale. Les TEP réalisées lors d'hallucinations auditives actives ont révélé une augmentation du flux sanguin dans les zones du thalamus, de l'hippocampe gauche, du striatum droit, du parahippocampe, de l'orbitofrontal et du cingulaire.
De plus, une diminution de l'absorption de NAA a été rapportée dans l'hippocampe et dans la substance grise et blanche du cortex préfrontal . Le NAA peut être un indicateur de l’activité neuronale du nombre de neurones viables. Cependant, compte tenu des limites et des divergences méthodologiques, il n’est pas possible de l’utiliser comme méthode de diagnostic. Une diminution de la connectivité du cortex préfrontal a également été observée. Les études DOPA PET ont confirmé une capacité de synthèse altérée de la dopamine dans le système nigrostriat démontrant une dérégulation dopaminergique,.